# 劳勿
勞勿是一座位於馬來西亞彭亨州的市鎮，是勞勿縣的縣府。
勞勿為馬來西亞彭亨州最古老的市鎮之一，歷史最早可追溯到英殖民時期的18世紀。勞勿市規模977.2km2。2020年人口有96,139人。勞勿北臨瓜拉立卑，南接文冬市，西邊隔山臨名景福隆港、雪州新古毛，東邊則是登姑哈山那野生動物保護區。勞勿市主要以旅游業及農業爲主，當地特產名種貓山王榴槤（Musang King），當地人也以此維生。

## 歷史

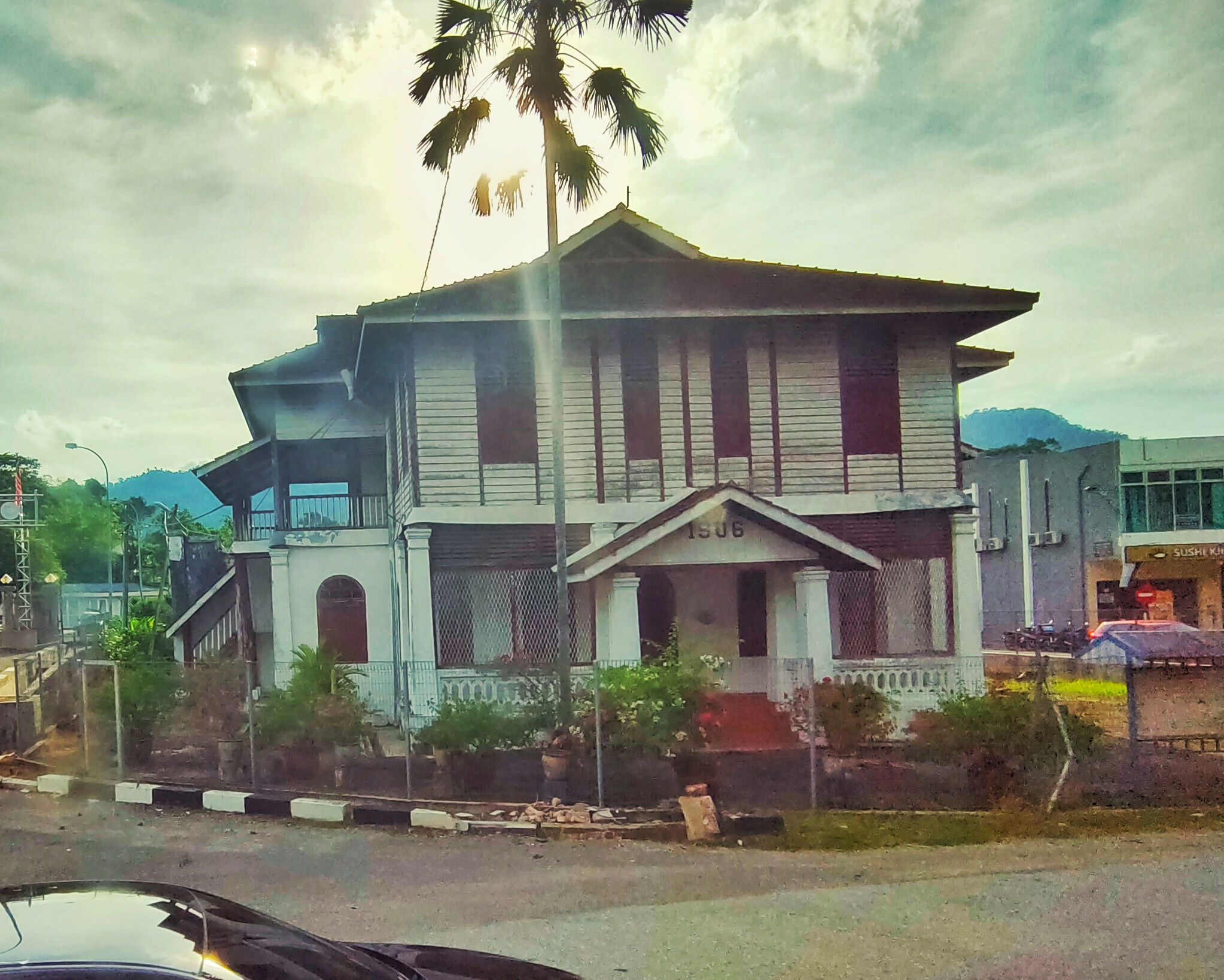
位於勞勿市區的舊警察局（Balai Polis Lama Raub）建於1906年，是勞勿市的典型英殖民風格建築

勞勿市歷史最早可追溯至英殖民時期的18世紀。這裏原爲金礦開采地。勞勿市名字「Raub」據説是因爲「當地礦工在他們挖掘的每一盤沙子中都發現了一把黃金」。這個説法來自J·A·理查森（J.A. Richarson）的著作《彭亨勞勿附近的地質與礦產資源》（The Geology and Mineral Resources of the Neighbourhood of Raub Pahang）。在該書第36頁可以找到關於此的記錄，該書説明：
|    | 「...人們發現，每一“dulang”沙子中就含有一撮（raub）的黃金」 |
| —— |                                                             |

根據該書説法，當地的一位老人在和他的兩個兒子在河岸挖沙時都會發現黃金，該鎮的名字就源於馬來語「meraub」，意即「雙手合舀」的動作，後來就演變成了「Raub」。
勞勿市早期是因黃金開采而開埠。勞勿的黃金開采由一個在澳大利亞昆士蘭注冊的澳洲籍公司「勞勿澳大利亞金礦有限公司」（Raub Australian Gold Mine, RAGM）運營。該公司原名「澳大利亞辛迪加有限公司」（Australian Syndicate Ltd.），1892年又更名爲「澳大利亞金礦有限公司」（Australian Gold Mining Co. Ltd.）。該公司一直運營到1961年。
勞勿使用的採礦方法是豎井採礦，當時該地稱爲「勞勿穴」（Raub Hole），今稱「公滿山」（Bkt. Koman，當地華人稱爲“暹坊”），位於勞勿市區西北方約2.1英里（3.4公里）。勞勿市區主幹道舊稱「畢比路」（Raub Bibby Road）取自勞勿澳大利亞金礦有限公司的首位經理威廉·畢比（William Bibby），另一條主幹道「梅森路」（Raub Mason Road）取自當地第一任地區官員J·S·梅森。今天，這兩個路都易了名，都是隸屬於  馬來西亞聯邦8號公路。由於早期該地淘金業的蓬勃發展，當地曾被譽爲「馬來亞黃金之都」。
上世紀40年代末50年代，馬來亞各地遭共產主義者威脅，英殖民政府即執行「畢禮斯計劃」（Briggs Plan），集中散居在山芭裏的唐人，防止他們給予馬共游擊隊糧食，斷絕共產主義者的糧源（詳見華人新村/Kg. Baru Cina）。關於遍佈勞勿縣的華人新村，請見「華人新村一節」。
劳勿市區擁有非常多的英式南洋建築（英殖民風格建築），特別是沿著登姑阿都拉路（Jln. Tengku Abdullah），這些建築部分建於二戰前，包括建成于1906年的劳勿舊警察局（Balai Polis Lama Raub）和位於劳勿大廣場（Dataran Raub）前的勞勿縣議會建築，時至今日還保留當年的英殖民建築特色。

## 政治

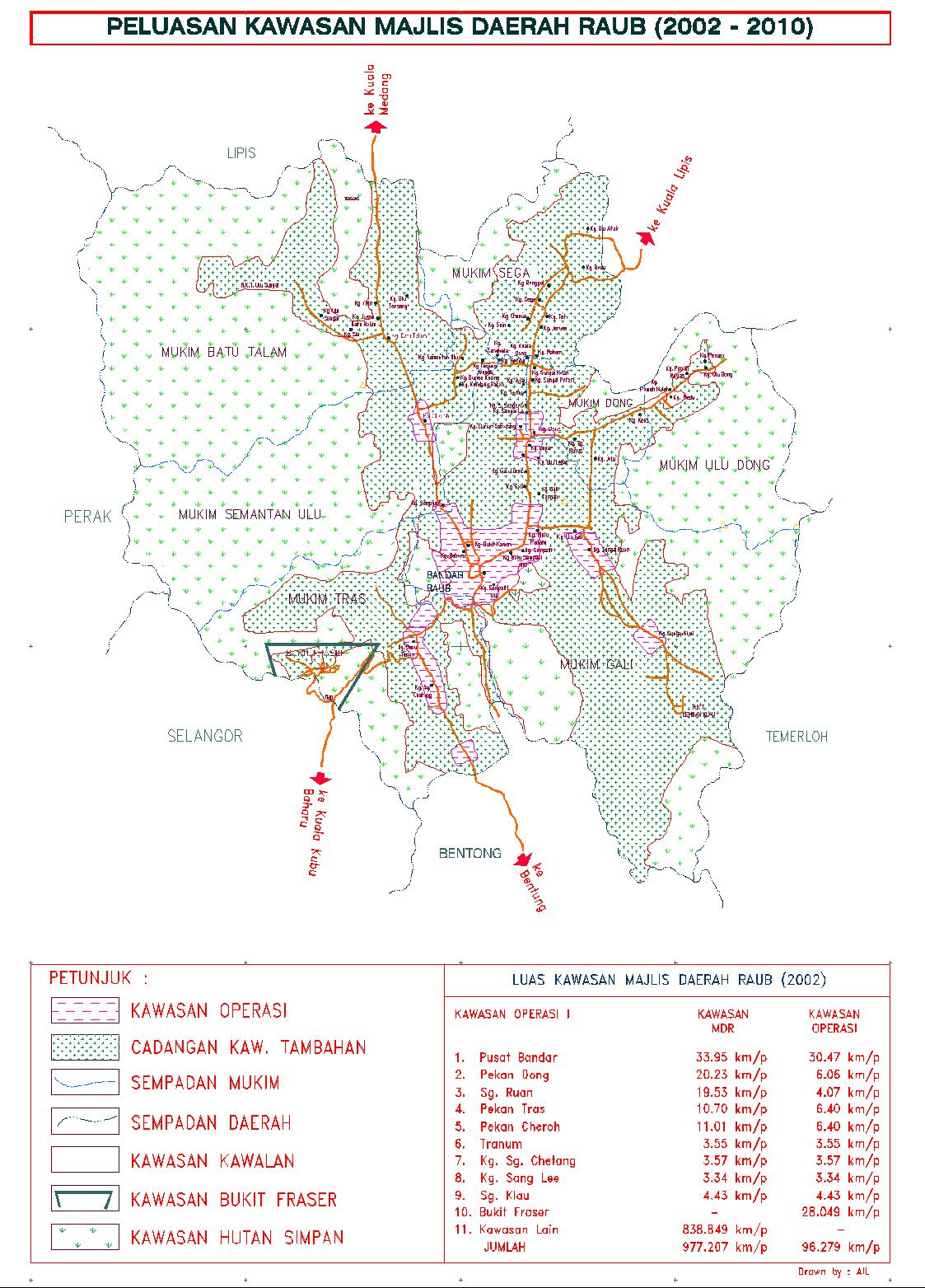
勞勿縣議會轄區的擴張（2002年-2010年）

勞勿是彭亨州西部（勞勿、文冬市和瓜拉立卑）唯一設有州級和聯邦級政府部門辦公室的地方。武吉公滿花園（Tmn. Bkt. Koman）就有一個聯邦共用建築（Bangunan Gunasama Persekutuan），裏頭是移民局及登記局的地方分部的辦公室，及其他政府部門和私人公司的辦公室。另外在沙班達花園（Tmn. Shahbandar）旁的山頂上有一個土地局辦公室，提供更新土地所有權和土地授予的服務，而文冬農民若需則必須來勞勿更新土地所有權。這些機構的存在的原因是有跡可循的：上世紀初由於金礦開采活動，勞勿經濟迅速發展，一度被認爲彭亨州未來的行政首府，然而事實卻是彭亨州在最後一刻決定把首府遷到關丹市，並排除勞勿市。雖然勞勿沒有成為州首府，但英國殖民政府在勞勿留下了許多行政建築，其中包括殖民官員駐地官邸（現勞勿民政官官邸）就坐落在勞勿。

### 國會議席
2022年勞勿選民種族統計
勞勿為彭亨州議會提供三個席位，分別爲峇都達南（Batu Talam，N06）、都賴（Tras，N07）及冬（Dong，N08）。勞勿目前最後一次選舉為2022年馬來西亞大選，當地國會議員為希盟的鄒宇暉。該國會議席于1959年首次競選，並根據投票制度在國會中委任一名下議院議員。

## 華人新村
上世紀40年代末50年代，馬來亞各地遭共產主義者威脅，英殖民政府即執行「畢禮斯計劃」（Briggs Plan），集中散居在山芭裏的唐人，防止他們與馬共游擊隊接觸，斷絕共產主義者的勢力。下表列出了遍佈勞勿縣各地的華人新村：
劳勿县內共有十個华人新村，其中九个为传统新村，以及一个重组村。
| 序 | 新村类型 | 村名     | 原文名         | 成立年份 | 坐标                                          |
| -- | -------- | -------- | -------------- | -------- | --------------------------------------------- |
| 1  | 传统新村 | 武吉公满 | Bukit Koman    | 1950     | 3°49′04″N 101°51′07″E / 3.81776°N 101.85206°E |
| 2  | 传统新村 | 积罗     | Cheroh         | 1950     | 3°54′10″N 101°48′49″E / 3.90268°N 101.81358°E |
| 3  | 传统新村 | 生利     | Sang Lee       | 1950     | 3°39′27″N 101°50′42″E / 3.65745°N 101.84495°E |
| 4  | 传统新村 | 新巴力   | Sempalit       | 1950     | 3°48′03″N 101°52′17″E / 3.80093°N 101.87148°E |
| 5  | 传统新村 | 双溪只登 | Sungai Chetang | 1951     | 3°42′38″N 101°49′17″E / 3.71063°N 101.82151°E |
| 6  | 传统新村 | 双溪吉流 | Sungai Klau    | 1950     | 3°44′43″N 101°58′49″E / 3.74523°N 101.98034°E |
| 7  | 传统新村 | 双溪内   | Sungai Lui     | 1950     | 3°48′42″N 101°50′50″E / 3.81163°N 101.84736°E |
| 8  | 传统新村 | 双溪兰   | Sungai Ruan    | 1951     | 3°48′27″N 101°56′19″E / 3.80758°N 101.93872°E |
| 9  | 传统新村 | 都赖     | Tras           | 1951     | 3°44′26″N 101°48′29″E / 3.74043°N 101.80812°E |
| 10 | 重组村   | 双溪查力 | Sungai Chalit  |          | 3°45′25″N 102°00′25″E / 3.75693°N 102.00699°E |

## 經濟
金礦枯竭後，勞勿最主要的經濟活動為農業，主要農產品為橡膠（橡膠產業目前開始面臨沒落）、油棕、熱帶水果種植（可可豆、香蕉、榴蓮等）等，其中就勞勿的榴蓮被譽爲最好，其中就有名種榴蓮貓山王（Musang King），吸引源源不斷地中國及新加坡游客前來品嘗。
一家名爲「半島黃金」（Peninsular Gold）的新公司正重啓著勞勿的金礦業，他們最初計劃在舊礦場的尾礦堆中回收黃金，在2011年開采僅存的礦石。更大的開采活動正在進行，以發現更多藏在舊礦井及附近的更多黃金資源。

### 購物中心
- 同發超市劳勿分行（TF Value-Mart Supermarket, Raub）
- 青苗超市劳勿分行（TMG Mart, Raub）
- 東海岸超市（Pasaraya Pantai Timor, Raub）

## 教育
來源：

### 小學
- SK Raub
- SK Mahmud
- SK Raub Indah
- SK (P) Methodist
- SK Kundang Patah
- SK Ulu Gali
- SRJK (C) Sungai Lui（雙溪内華小）
- SMK Ladang Cheroh（தேசிய வகை தமிழ் பான் கி சீரேர தேரட்டம்）
- SJKC Cheroh（積羅華小）
- SJKT Raub（தேசிய வகை ரவுப் தமிழ்ப்பள்ளி）
- SRJK (C) Sempalit（新巴力華小）
- SK Tersang Satu
- SK Muhd Jabar Dong
- SJKC Yuh Hwa Bkt. Koman（育華華小）
- SK Sungai Koyan
- SK Batu Talam
- SJKC Tras (都赖华小)
- SJKC Chung Ching（中競華小）

### 中學
- SMK Tengku Kudin
- SMK Dato Shahbandar Hussain
- SMK (P) Methodist Raub
- SMJK Chung Ching（中竞国民型华文中学）
- SMK Mahmud
- SMK Dong
- SMA Al-Ulum Addiniah Dong
- SMK Seri Raub
- SMS Tengku Abdullah
- SMK Sungai Ruan（雙溪蘭國中）
- SMA Al-Falah Bt. Talam

## 交通

### 車輛或摩托
聯邦8號公路是外地通往勞勿的主幹路線，駕駛者通常是在吉隆坡通過  東海岸大道來到文冬市，再由文冬出口駛入聯邦8號公路，並前往勞勿或瓜拉立卑，甚至是北邊的金馬倫高原。勞勿也是開車前往哥打巴魯 (聯邦8號公路北端) 的中繼站。
勞勿也是  聯邦55號公路的東端，該路起始於雪州新古毛，途經名旅景福隆港來到勞勿。需注意的是，由於該路位於山邊，所以十分蜿蜒，該路也有常常需要維修之處，且該路路面較爲狹窄。
若是想從勞勿去往北部的金馬倫高原，則需使用 C5 彭亨州5號公路。

### 大衆運輸
勞勿的巴士由多家公司經營，其中包括「Pahang Lin Siong」、「Union」和「Central Pahang」。後兩者於幾年前合併，並以「Union」的名義作為一個實體運作。 除了這些當地公司外，其他州際快車也停靠勞勿中央巴士站，因為該鎮地理位置優越，位於通往丹州話望生（及罗京副县）和哥打巴魯等市鎮的路線上。
鑑於勞勿的山區地形，KTM城際列車也不提供服務。最近的車站位於瓜拉立卑。

## 外部鏈接
- 劳勿縣議會官網